# First National Pictures
First National Pictures a fost o companie americană de producție și de distribuție a filmelor. A fost fondată în 1917 ca First National Exhibitors' Circuit, Inc., ca o asociație de proprietari de cinematografe independente din Statele Unite și a devenit cel mai mare lanț de cinematografe din această țară.  Din 1919 compania a fost reincorporată ca Associated First National Theatres, Inc. și Associated First National Pictures, Inc. În 1924 s-a extins pentru a deveni o companie producătoare de filme ca First National Pictures, Inc.  și a devenit un studio important în industria cinematografică.  În septembrie 1928 First National a ajuns sub controlul Warner Bros., în care a fost absorbită complet în 4 noiembrie 1929. Mai multe filme  Warner Bros. au avut sigla First National Pictures până în 1936, când First National Pictures, Inc. a fost desființată.

## Listă de filme
| Premiera           | Titlu                                   | Note                      |
| ------------------ | --------------------------------------- | ------------------------- |
| 23 iunie 1917      | On Trial                                | Film distribuit           |
| 23 septembrie 1917 | The Fall of the Romanoffs               | Film distribuit           |
| 3 decembrie 1917   | Alimony                                 | Film distribuit           |
| 23 decembrie 1917  | Daughter of Destiny                     | Film distribuit           |
| februarie 1918     | The Light Within                        | Film distribuit           |
| martie 1918        | The Sign Invisible                      | Film distribuit           |
| 10 martie 1918     | My Four Years in Germany                | Film distribuit           |
| 2 aprilie 1918     | Tarzan of the Apes                      | Film distribuit           |
| 14 aprilie 1918    | A Dog's Life                            | Film distribuit           |
| 30 aprilie 1918    | The Life Mask                           | Film distribuit           |
| 21 mai 1918        | Pershing's Crusaders                    | Film distribuit           |
| 1 iunie 1918       | The Passing of the Third Floor Back     | Film distribuit           |
| 23 iunie 1918      | Tempered Steel                          | Film distribuit           |
| 6 iulie 1918       | Empty Pockets                           | Film distribuit           |
| octombrie 1918     | The Panther Woman                       | Film distribuit           |
| 1 octombrie 1918   | The Romance of Tarzan                   | Film distribuit           |
| 29 decembrie 1918  | Virtuous Wives                          | Film distribuit           |
| 19 ianuarie 1919   | The Fighting Roosevelts                 | Film distribuit           |
| 19 ianuarie 1919   | Auction of Souls                        | Film distribuit           |
| 10 martie 1919     | A Midnight Romance                      | Film distribuit           |
| 15 aprilie 1919    | Whom the Gods Would Destroy             | Film distribuit           |
| 4 mai 1919         | Mary Regan                              | Film distribuit           |
| 11 mai 1919        | Daddy-Long-Legs                         | Film distribuit           |
| 11 mai 1919        | The Price of Innocence                  | Film distribuit           |
| 22 iunie 1919      | Bill Apperson's Boy                     | Film distribuit           |
| 24 august 1919     | Burglar by Proxy                        | Film distribuit           |
| 1 septembrie 1919  | The Hoodlum                             | Film distribuit           |
| 14 septembrie 1919 | A Temperamental Wife                    | Film distribuit           |
| 21 septembrie 1919 | Her Kingdom of Dreams                   | Film distribuit           |
| 29 septembrie 1919 | Back to God's Country                   | Film distribuit           |
| octombrie 1919     | In Wrong                                | Film distribuit           |
| octombrie 1919     | The Thunderbolt                         | Film distribuit           |
| 10 noiembrie 1919  | The Mind-the-Paint Girl                 | Film distribuit           |
| 16 noiembrie 1919  | A Virtuous Vamp                         | Film distribuit           |
| 17 noiembrie 1919  | Heart o' the Hills                      | Film distribuit           |
| 15 decembrie 1919  | In Old Kentucky                         | Film distribuit           |
| 28 decembrie 1919  | The Greatest Question                   | Film distribuit           |
| 1 decembrie 1919   | The Beauty Market                       | Film distribuit           |
| 6 ianuarie 1920    | A Daughter of Two Worlds                | Film distribuit           |
| 15 ianuarie 1920   | Even as Eve                             | Film distribuit           |
| 25 ianuarie 1920   | Two Weeks                               | Film distribuit           |
| februarie 1920     | The Turning Point                       | Film distribuit           |
| 1 februarie 1920   | The River's End                         | Film distribuit           |
| martie 1920        | Polly of the Storm Country              | Film distribuit           |
| martie 1920        | The Inferior Sex                        | Film distribuit           |
| 1 martie 1920      | The Fighting Shepherdess                | Film distribuit           |
| 7 martie 1920      | In Search of a Sinner                   | Film distribuit           |
| 15 martie 1920     | The Family Honor                        | Film distribuit           |
| 21 martie 1920     | The Idol Dancer                         | Film distribuit           |
| 29 martie 1920     | The Woman Gives                         | Film distribuit           |
| 1 aprilie 1920     | Passion's Playground                    | Film distribuit           |
| 18 aprilie 1920    | Don't Ever Marry                        | Film distribuit           |
| 18 aprilie 1920    | The Love Expert                         | Film distribuit           |
| 3 mai 1920         | The Yellow Typhoon                      | Film distribuit           |
| 28 iunie 1920      | Yes or No?                              | Film distribuit           |
| iulie 1920         | The Perfect Woman                       | Film distribuit           |
| 18 iulie 1920      | Go and Get It                           | Film distribuit           |
| august 1920        | 45 Minutes from Broadway                | Film produs și distribuit |
| august 1920        | Good References                         | Film distribuit           |
| august 1920        | What Women Love                         | Film produs și distribuit |
| august 1920        | The Woman in His House                  | Film distribuit           |
| 2 august 1920      | Notorious Miss Lisle                    | Film distribuit           |
| 16 august 1920     | The Jack-Knife Man                      | Film distribuit           |
| 12 septembrie 1920 | The Master Mind                         | Film distribuit           |
| 13 septembrie 1920 | Harriet and the Piper                   | Film distribuit           |
| 13 septembrie 1920 | The Kick in High Life                   | Film distribuit           |
| 26 septembrie 1920 | A Splendid Hazard                       | Film distribuit           |
| octombrie 1920     | Curtain                                 | Film distribuit           |
| octombrie 1920     | In the Heart of a Fool                  | Film distribuit           |
| 4 octombrie 1920   | The Branded Woman                       | Film distribuit           |
| 10 octombrie 1920  | Peaceful Valley                         | Film distribuit           |
| 31 octombrie 1920  | Twin Beds                               | Film distribuit           |
| noiembrie 1920     | Old Dad                                 | Film distribuit           |
| 1 noiembrie 1920   | Wet and Warmer                          | Film distribuit           |
| 22 noiembrie 1920  | The Devil's Garden                      | Film distribuit           |
| ianuarie 1921      | My Lady's Latchkey                      | Film distribuit           |
| ianuarie 1921      | Not Guilty                              | Film distribuit           |
| 6 ianuarie 1921    | The Great Adventure                     | Film distribuit           |
| 23 ianuarie 1921   | Mama's Affair                           | Film distribuit           |
| 6 februarie 1921   | The Kid                                 | Film distribuit           |
| 27 februarie 1921  | The Old Swimmin' Hole                   | Film distribuit           |
| martie 1921        | Scrambled Wives                         | Film distribuit           |
| 23 martie 1921     | Trust Your Wife                         | Film distribuit           |
| 27 martie 1921     | Man, Woman & Marriage                   | Film distribuit           |
| aprilie 1921       | The Girl in the Taxi                    | Film distribuit           |
| 1 aprilie 1921     | Jim the Penman                          | Film distribuit           |
| 1 aprilie 1921     | The Passion Flower                      | Film distribuit           |
| 1 aprilie 1921     | Sowing the Wind                         | Film distribuit           |
| 10 aprilie 1921    | The Oath                                | Film distribuit           |
| 17 aprilie 1921    | The Sky Pilot                           | Film distribuit           |
| 24 aprilie 1921    | Peck's Bad Boy                          | Film distribuit           |
| mai 1921           | Courage                                 | Film distribuit           |
| mai 1921           | Lessons in Love                         | Film distribuit           |
| mai 1921           | Playthings of Destiny                   | Film distribuit           |
| mai 1921           | Scrap Iron                              | Film distribuit           |
| mai 1921           | The Sign on the Door                    | Film distribuit           |
| 1 mai 1921         | Bob Hampton of Placer                   | Film distribuit           |
| 1 mai 1921         | The Sky Pilot                           | Film distribuit           |
| iunie 1921         | Love's Penalty                          | Film distribuit           |
| iunie 1921         | Stranger than Fiction                   | Film distribuit           |
| 17 iunie 1921      | Wedding Bells                           | Film distribuit           |
| 26 iunie 1921      | Salvation Nell                          | Film distribuit           |
| 10 iulie 1921      | The Golden Snare                        | Film distribuit           |
| 24 iulie 1921      | Nobody                                  | Film distribuit           |
| 1 august 1921      | Serenade                                | Film distribuit           |
| 1 august 1921      | A Midnight Bell                         | Film distribuit           |
| 20 august 1921     | The Child Thou Gavest Me                | Film distribuit           |
| 12 septembrie 1921 | Wife Against Wife                       | Film distribuit           |
| 26 septembrie 1921 | Bits of Life                            | Film distribuit           |
| 10 octombrie 1921  | The Invisible Fear                      | Film distribuit           |
| 17 octombrie 1921  | Two Minutes to Go                       | Film distribuit           |
| 17 octombrie 1921  | Woman's Place                           | Film distribuit           |
| 24 octombrie 1921  | Her Social Value                        | Film distribuit           |
| 31 octombrie 1921  | My Lady Friends                         | Film distribuit           |
| 7 noiembrie 1921   | The Silent Call                         | Film distribuit           |
| 7 noiembrie 1921   | The Wonderful Thing                     | Film distribuit           |
| 20 noiembrie 1921  | Molly O'                                | Film distribuit           |
| 21 noiembrie 1921  | Stardust                                | Film distribuit           |
| 21 noiembrie 1921  | Tol'able David                          | Film distribuit           |
| 27 noiembrie 1921  | The Lotus Eater                         | Film distribuit           |
| decembrie 1921     | My Boy                                  | Film distribuit           |
| 5 decembrie 1921   | R.S.V.P.                                | Film distribuit           |
| 12 decembrie 1921  | Her Mad Bargain                         | Film distribuit           |
| 19 decembrie 1921  | Love's Redemption                       | Film distribuit           |
| 26 decembrie 1921  | The Beautiful Liar                      | Film distribuit           |
| 26 decembrie 1921  | The Cave Girl                           | Film distribuit           |
| ianuarie 1922      | The Barnstormer                         | Film distribuit           |
| 2 ianuarie 1922    | The Song of Life                        | Film distribuit           |
| 16 ianuarie 1922   | The Rosary                              | Film distribuit           |
| 30 ianuarie 1922   | Polly of the Follies                    | Film distribuit           |
| 6 februarie 1922   | The Seventh Day                         | Film distribuit           |
| 6 februarie 1922   | Shattered Idols                         | Film distribuit           |
| 13 februarie 1922  | Red Hot Romance                         | Film distribuit           |
| 13 februarie 1922  | Smilin' Through                         | Film distribuit           |
| 20 februarie 1922  | Penrod                                  | Film distribuit           |
| 27 februarie 1922  | Kindred of the Dust                     | Film distribuit           |
| martie 1922        | Gas, Oil and Water                      | Film distribuit           |
| martie 1922        | A Question of Honor                     | Film distribuit           |
| martie 1922        | The Woman's Side                        | Film distribuit           |
| 2 aprilie 1922     | The Infidel                             | Film distribuit           |
| mai 1922           | The Deuce of Spades                     | Film distribuit           |
| mai 1922           | One Clear Call                          | Film distribuit           |
| 1 mai 1922         | The Woman He Married                    | Film distribuit           |
| 15 mai 1922        | The Primitive Lover                     | Film distribuit           |
| 22 mai 1922        | Sonny                                   | Film distribuit           |
| 27 mai 1922        | Fools First                             | Film distribuit           |
| iunie 1922         | The Half Breed                          | Film distribuit           |
| 4 iunie 1922       | Domestic Relations                      | Film distribuit           |
| 22 iunie 1922      | The Crossroads of New York              | Film distribuit           |
| iulie 1922         | Alias Julius Caesar                     | Film distribuit           |
| iulie 1922         | Hurricane's Gal                         | Film distribuit           |
| iulie 1922         | The Masquerader                         | Film distribuit           |
| iulie 1922         | Smudge                                  | Film distribuit           |
| iulie 1922         | Rose o' the Sea                         | Film distribuit           |
| 7 august 1922      | Trouble                                 | Film distribuit           |
| 21 august 1922     | Heroes and Husbands                     | Film distribuit           |
| 1 septembrie 1922  | Skin Deep                               | Film distribuit           |
| 1 septembrie 1922  | The Light in the Dark                   | Film distribuit           |
| 17 septembrie 1922 | The Eternal Flame                       | Film distribuit           |
| octombrie 1922     | White Shoulders                         | Film distribuit           |
| 1 octombrie 1922   | Lorna Doone                             | Film distribuit           |
| 8 octombrie 1922   | The Bond Boy                            | Film distribuit           |
| 15 octombrie 1922  | East Is West                            | Film distribuit           |
| 30 octombrie 1922  | Oliver Twist                            | Film distribuit           |
| 1 noiembrie 1922   | Brawn of the North                      | Film distribuit           |
| decembrie 1922     | Omar the Tentmaker                      | Film distribuit           |
| decembrie 1922     | The Woman Conquers                      | Film distribuit           |
| 4 decembrie 1922   | Minnie                                  | Film distribuit           |
| 25 decembrie 1922  | The Hottentot                           | Film distribuit           |
| 1 ianuarie 1923    | Fury                                    | Film distribuit           |
| 19 ianuarie 1923   | Bell Boy 13                             | Film distribuit           |
| 23 ianuarie 1923   | Money! Money! Money!                    | Film distribuit           |
| 28 ianuarie 1923   | The Voice from the Minaret              | Film distribuit           |
| 4 februarie 1923   | What a Wife Learned                     | Film distribuit           |
| 4 februarie 1923   | The Dangerous Age                       | Film distribuit           |
| 12 februarie 1923  | Mighty Lak' a Rose                      | Film distribuit           |
| 26 februarie 1923  | The Pilgrim                             | Film distribuit           |
| 5 martie 1923      | Scars of Jealousy                       | Film distribuit           |
| 12 martie 1923     | Refuge                                  | Film distribuit           |
| 18 martie 1923     | The Isle of Lost Ships                  | Film distribuit           |
| 26 martie 1923     | Daddy                                   | Film distribuit           |
| 9 aprilie 1923     | Her Fatal Millions                      | Film distribuit           |
| 16 aprilie 1923    | Slander the Woman                       | Film distribuit           |
| 22 aprilie 1923    | The Bright Shawl                        | Film distribuit           |
| 23 aprilie 1923    | The Sunshine Trail                      | Film distribuit           |
| 30 aprilie 1923    | Within the Law                          | Film distribuit           |
| 3 mai 1923         | The Girl of the Golden West             | Film produs și distribuit |
| 7 mai 1923         | The Lonely Road                         | Film distribuit           |
| 3 iunie 1923       | A Man of Action                         | Film distribuit           |
| 4 iunie 1923       | Children of the Dust                    | Film distribuit           |
| 11 iunie 1923      | Slippy McGee                            | Film distribuit           |
| 18 iunie 1923      | Penrod and Sam                          | Film distribuit           |
| 1 iulie 1923       | Wandering Daughters                     | Film distribuit           |
| 15 iulie 1923      | The Scarlet Lily                        | Film distribuit           |
| 22 iulie 1923      | The Brass Bottle                        | Film distribuit           |
| 29 iulie 1923      | Trilby                                  | Film distribuit           |
| 30 iulie 1923      | Circus Days                             | Film distribuit           |
| 20 august 1923     | The Huntress                            | Film distribuit           |
| 27 august 1923     | Dulcy                                   | Film distribuit           |
| septembrie 1923    | The Age of Desire                       | Film distribuit           |
| septembrie 1923    | Her Reputation                          | Film distribuit           |
| 1 septembrie 1923  | The Broad Road                          | Film distribuit           |
| 10 septembrie 1923 | The Fighting Blade                      | Film distribuit           |
| 16 septembrie 1923 | Potash and Perlmutter                   | Film distribuit           |
| 1 octombrie 1923   | Ashes of Vengeance                      | Film distribuit           |
| 8 octombrie 1923   | The Bad Man                             | Film distribuit           |
| 15 octombrie 1923  | Thundergate                             | Film distribuit           |
| 22 octombrie 1923  | The Meanest Man in the World            | Film distribuit           |
| 29 octombrie 1923  | Ponjola                                 | Film distribuit           |
| 12 noiembrie 1923  | Flaming Youth                           | Film produs și distribuit |
| 12 noiembrie 1923  | Jealous Husbands                        | Film distribuit           |
| 19 noiembrie 1923  | The Dangerous Maid                      | Film distribuit           |
| 26 noiembrie 1923  | The Wanters                             | Film distribuit           |
| 28 noiembrie 1923  | Anna Christie                           | Film distribuit           |
| 17 decembrie 1923  | The Eternal City                        | Film distribuit           |
| 17 decembrie 1923  | Twenty-One                              | Film distribuit           |
| 23 decembrie 1923  | Boy of Mine                             | Film distribuit           |
| 23 decembrie 1923  | Her Temporary Husband                   | Film distribuit           |
| 24 decembrie 1923  | The Song of Love                        | Film distribuit           |
| 29 decembrie 1923  | Black Oxen                              | Film distribuit           |
| 30 decembrie 1923  | Boy of Mine                             | Film distribuit           |
| 31 decembrie 1923  | Chastity                                | Film distribuit           |
| ianuarie 1924      | Painted People                          | Film distribuit           |
| 21 ianuarie 1924   | Abraham Lincoln                         | Film distribuit           |
| februarie 1924     | The Love Master                         | Film distribuit           |
| 3 februarie 1924   | When a Man's a Man                      | Film distribuit           |
| 25 februarie 1924  | Torment                                 | Film distribuit           |
| 29 februarie 1924  | Lilies of the Field                     | Film distribuit           |
| 1 martie 1924      | Flowing Gold                            | Film distribuit           |
| 3 martie 1924      | Why Men Leave Home                      | Film distribuit           |
| 10 martie 1924     | The Galloping Fish                      | Film distribuit           |
| 24 martie 1924     | The Enchanted Cottage                   | Film produs și distribuit |
| 24 martie 1924     | Secrets                                 | Film distribuit           |
| 30 martie 1924     | The Goldfish                            | Film distribuit           |
| 5 aprilie 1924     | The Marriage Cheat                      | Film distribuit           |
| 13 aprilie 1924    | A Son of the Sahara                     | Film distribuit           |
| 20 aprilie 1924    | The Woman on the Jury                   | Film produs și distribuit |
| 27 aprilie 1924    | Those Who Dance                         | Film distribuit           |
| 4 mai 1924         | Cytherea                                | Film distribuit           |
| 11 mai 1924        | The White Moth                          | Film distribuit           |
| 25 mai 1924        | The Perfect Flapper                     | Film produs și distribuit |
| 14 iunie 1924      | The Sea Hawk                            | Film distribuit           |
| 15 iunie 1924      | For Sale                                | Film produs și distribuit |
| 29 iunie 1924      | A Self-Made Failure                     | Film distribuit           |
| 20 iulie 1924      | The Girl in the Limousine               | Film distribuit           |
| 27 iulie 1924      | Single Wives                            | Film distribuit           |
| august 1924        | Tarnish                                 | Film distribuit           |
| 1 septembrie 1924  | In Hollywood with Potash and Perlmutter | Film distribuit           |
| 28 septembrie 1924 | In Every Woman's Life                   | Film distribuit           |
| 1 octombrie 1924   | Her Night of Romance                    | Film distribuit           |
| 5 octombrie 1924   | The Silent Watcher                      | Film distribuit           |
| 12 octombrie 1924  | Christine of the Hungry Heart           | Film distribuit           |
| 19 octombrie 1924  | Madonna of the Streets                  | Film distribuit           |
| 26 octombrie 1924  | The Only Woman                          | Film distribuit           |
| 2 noiembrie 1924   | Husbands and Lovers                     | Film distribuit           |
| 23 noiembrie 1924  | Classmates                              | Film distribuit           |
| 30 noiembrie 1924  | Inez from Hollywood                     | Film distribuit           |
| 7 decembrie 1924   | Born Rich                               | Film distribuit           |
| 14 decembrie 1924  | Love's Wilderness                       | Film distribuit           |
| 21 decembrie 1924  | Idle Tongues                            | Film distribuit           |
| 28 decembrie 1924  | So Big                                  | Film produs și distribuit |
| 4 ianuarie 1925    | Flaming Love                            | Film distribuit           |
| 11 ianuarie 1925   | As Man Desires                          | Film produs și distribuit |
| 18 ianuarie 1925   | A Thief in Paradise                     | Film distribuit           |
| 25 ianuarie 1925   | The Lady                                | Film distribuit           |
| 25 ianuarie 1925   | Learning to Love                        | Film distribuit           |
| 1 februarie 1925   | Enticement                              | Film distribuit           |
| 2 februarie 1925   | The Lost World                          | Film produs și distribuit |
| 15 februarie 1925  | If I Marry Again                        | Film produs și distribuit |
| 22 februarie 1925  | Her Husband's Secret                    | Film distribuit           |
| 1 martie 1925      | New Toys                                | Film distribuit           |
| 15 martie 1925     | The Heart of a Siren                    | Film distribuit           |
| 15 martie 1925     | One Year to Live                        | Film produs și distribuit |
| 22 martie 1925     | Déclassée                               | Film distribuit           |
| 22 martie 1925     | I Want My Man                           | Film distribuit           |
| 29 martie 1925     | Sally                                   | Film produs și distribuit |
| 12 aprilie 1925    | His Supreme Moment                      | Film distribuit           |
| 12 aprilie 1925    | One Way Street                          | Film produs și distribuit |
| 30 aprilie 1925    | Playing with Souls                      | Film distribuit           |
| 3 mai 1925         | Soul-Fire                               | Film distribuit           |
| 10 mai 1925        | Chickie                                 | Film produs și distribuit |
| 17 mai 1925        | The Necessary Evil                      | Film produs și distribuit |
| 24 mai 1925        | The Talker                              | Film produs și distribuit |
| 7 iunie 1925       | The White Monkey                        | Film distribuit           |
| 16 iunie 1925      | Just a Woman                            | Film produs și distribuit |
| 21 iunie 1925      | The Desert Flower                       | Film distribuit           |
| 21 iunie 1925      | The Making of O'Malley                  | Film produs și distribuit |
| 12 iulie 1925      | The Lady Who Lied                       | Film produs și distribuit |
| 19 iulie 1925      | The Marriage Whirl                      | Film distribuit           |
| 26 iulie 1925      | The Scarlet West                        | Film distribuit           |
| 2 august 1925      | Her Sister from Paris                   | Film distribuit           |
| 9 august 1925      | Fine Clothes                            | Film distribuit           |
| 16 august 1925     | The Half-Way Girl                       | Film produs și distribuit |
| 16 august 1925     | Winds of Chance                         | Film produs și distribuit |
| 23 august 1925     | The Knockout                            | Film distribuit           |
| 30 august 1925     | Graustark                               | Film distribuit           |
| septembrie 1925    | Sandra                                  | Film distribuit           |
| 6 septembrie 1925  | Shore Leave                             | Film distribuit           |
| 13 septembrie 1925 | What Fools Men                          | Film produs și distribuit |
| 20 septembrie 1925 | The Live Wire                           | Film distribuit           |
| 27 septembrie 1925 | The Dark Angel                          | Film distribuit           |
| 4 octombrie 1925   | The Pace That Thrills                   | Film produs și distribuit |
| 5 octombrie 1925   | The Silent Watcher                      | Film produs și distribuit |
| 11 octombrie 1925  | Classified                              | Film distribuit           |
| 18 octombrie 1925  | The Pace That Thrills                   | Film produs și distribuit |
| 18 octombrie 1925  | Why Women Love                          | Film distribuit           |
| 25 octombrie 1925  | The Beautiful City                      | Film distribuit           |
| 1 noiembrie 1925   | The New Commandment                     | Film distribuit           |
| 8 noiembrie 1925   | Scarlet Saint                           | Film produs și distribuit |
| 15 noiembrie 1925  | We Moderns                              | Film distribuit           |
| 22 noiembrie 1925  | The Unguarded Hour                      | Film produs și distribuit |
| 25 noiembrie 1925  | Clothes Make the Pirate                 | Film distribuit           |
| 6 decembrie 1925   | The Splendid Road                       | Film distribuit           |
| 13 decembrie 1925  | Joanna                                  | Film distribuit           |
| 27 decembrie 1925  | Infatuation                             | Film distribuit           |
| 3 ianuarie 1926    | Too Much Money                          | Film produs și distribuit |
| 10 ianuarie 1926   | Just Suppose                            | Film distribuit           |
| 13 ianuarie 1926   | Bluebeard's Seven Wives                 | Film produs și distribuit |
| 24 ianuarie 1926   | The Reckless Lady                       | Film distribuit           |
| 31 ianuarie 1926   | The Girl from Montmartre                | Film distribuit           |
| 1 februarie 1926   | Memory Lane                             | Film distribuit           |
| 7 februarie 1926   | Rainbow Riley                           | Film distribuit           |
| 14 februarie 1926  | The Far Cry                             | Film produs și distribuit |
| 21 februarie 1926  | Irene                                   | Film produs și distribuit |
| 28 februarie 1926  | The Dancer of Paris                     | Film produs și distribuit |
| 14 martie 1926     | High Steppers                           | Film distribuit           |
| 21 martie 1926     | Mademoiselle Modiste                    | Film distribuit           |
| 21 martie 1926     | Tramp, Tramp, Tramp                     | Film distribuit           |
| 28 martie 1926     | Her Second Chance                       | Production                |
| 4 aprilie 1926     | Kiki                                    | Film distribuit           |
| 11 aprilie 1926    | Old Loves and New                       | Film distribuit           |
| 2 mai 1926         | The Greater Glory                       | Film produs și distribuit |
| 16 mai 1926        | The Wilderness Woman                    | Film distribuit           |
| 23 mai 1926        | The Wise Guy                            | Film distribuit           |
| 30 mai 1926        | Ranson's Folly                          | Film distribuit           |
| 6 iunie 1926       | Ella Cinders                            | Film distribuit           |
| 13 iunie 1926      | Sweet Daddies                           | Film produs și distribuit |
| 17 iunie 1926      | The Sporting Lover                      | Film distribuit           |
| 20 iunie 1926      | Puppets                                 | Film distribuit           |
| 27 iunie 1926      | Miss Nobody                             | Film produs și distribuit |
| 4 iulie 1926       | The Brown Derby                         | Film distribuit           |
| 11 iulie 1926      | Men of Steel                            | Film produs și distribuit |
| 11 iulie 1926      | The Savage                              | Film produs și distribuit |
| 25 iulie 1926      | The Great Deception                     | Film distribuit           |
| 26 iulie 1926      | Mismates                                | Film produs și distribuit |
| 1 august 1926      | Señor Daredevil                         | Film distribuit           |
| 8 august 1926      | Into Her Kingdom                        | Film distribuit           |
| 8 august 1926      | Pals First                              | Film distribuit           |
| 15 august 1926     | The Amateur Gentleman                   | Film distribuit           |
| 22 august 1926     | It Must Be Love                         | Film distribuit           |
| 4 septembrie 1926  | Don Juan's Three Nights                 | Film distribuit           |
| 5 septembrie 1926  | The Duchess of Buffalo                  | Film distribuit           |
| 5 septembrie 1926  | The Strong Man                          | Film distribuit           |
| 12 septembrie 1926 | Subway Sadie                            | Film distribuit           |
| 26 septembrie 1926 | Paradise                                | Film distribuit           |
| 17 octombrie 1926  | The Prince of Tempters                  | Film distribuit           |
| 17 octombrie 1926  | Forever After                           | Film produs și distribuit |
| 25 octombrie 1926  | Midnight Lovers                         | Film distribuit           |
| 31 octombrie 1926  | Syncopating Sue                         | Film distribuit           |
| 14 noiembrie 1926  | Stepping Along                          | Film distribuit           |
| 14 noiembrie 1926  | The Unknown Cavalier                    | Film distribuit           |
| 15 noiembrie 1926  | Ladies at Play                          | Film produs și distribuit |
| 20 noiembrie 1926  | The Blonde Saint                        | Film distribuit           |
| 21 noiembrie 1926  | The Silent Lover                        | Film produs și distribuit |
| 28 noiembrie 1926  | Twinkletoes                             | Film distribuit           |
| 12 decembrie 1926  | Just Another Blonde                     | Film distribuit           |
| 12 decembrie 1926  | The White Black Sheep                   | Film distribuit           |
| 1 ianuarie 1927    | The Lady in Ermine                      | Film distribuit           |
| 2 ianuarie 1927    | The Lunatic at Large                    | Film produs și distribuit |
| 16 ianuarie 1927   | The Masked Woman                        | Film produs și distribuit |
| 23 ianuarie 1927   | The Perfect Sap                         | Film distribuit           |
| 31 ianuarie 1927   | The Overland Stage                      | Film distribuit           |
| 6 februarie 1927   | McFadden's Flats                        | Film produs și distribuit |
| 13 februarie 1927  | An Affair of the Follies                | Film distribuit           |
| 20 februarie 1927  | Easy Pickings                           | Film produs și distribuit |
| 27 februarie 1927  | The Sea Tiger                           | Film produs și distribuit |
| 5 martie 1927      | Three Hours                             | Film distribuit           |
| 6 martie 1927      | Orchids and Ermine                      | Film distribuit           |
| 13 martie 1927     | High Hat                                | Film distribuit           |
| 20 martie 1927     | Venus of Venice                         | Film produs și distribuit |
| 26 martie 1927     | Long Pants                              | Film distribuit           |
| 27 martie 1927     | The Notorious Lady                      | Film distribuit           |
| 3 aprilie 1927     | Somewhere in Sonora                     | Film distribuit           |
| 17 aprilie 1927    | See You in Jail                         | Film distribuit           |
| 21 aprilie 1927    | Camille                                 | Film distribuit           |
| 24 aprilie 1927    | Convoy                                  | Film distribuit           |
| 1 mai 1927         | All Aboard                              | Film distribuit           |
| 1 mai 1927         | The Tender Hour                         | Film distribuit           |
| 15 mai 1927        | Broadway Nights                         | Film distribuit           |
| 22 mai 1927        | Babe Comes Home                         | Film produs și distribuit |
| 29 mai 1927        | Lost at the Front                       | Film distribuit           |
| 5 iunie 1927       | The Land Beyond the Law                 | Film distribuit           |
| 5 iunie 1927       | The Sunset Derby                        | Film produs și distribuit |
| 12 iunie 1927      | Dance Magic                             | Film distribuit           |
| 19 iunie 1927      | Framed                                  | Film produs și distribuit |
| 26 iunie 1927      | Naughty but Nice                        | Film distribuit           |
| 3 iulie 1927       | Lonesome Ladies                         | Film produs și distribuit |
| 9 iulie 1927       | The Prince of Headwaiters               | Film distribuit           |
| 10 iulie 1927      | The Devil's Saddle                      | Film distribuit           |
| 24 iulie 1927      | White Pants Willie                      | Film distribuit           |
| 31 iulie 1927      | For the Love of Mike                    | Film distribuit           |
| 7 august 1927      | The Poor Nut                            | Film distribuit           |
| 14 august 1927     | The Stolen Bride                        | Film produs și distribuit |
| 21 august 1927     | Hard-Boiled Haggerty                    | Film produs și distribuit |
| 28 august 1927     | Three's a Crowd                         | Film distribuit           |
| 1 septembrie 1927  | The Patent Leather Kid                  | Film produs și distribuit |
| 3 septembrie 1927  | The Life of Riley                       | Film produs și distribuit |
| 11 septembrie 1927 | Smile, Brother, Smile                   | Film distribuit           |
| 25 septembrie 1927 | The Drop Kick                           | Film produs și distribuit |
| 25 septembrie 1927 | Rose of the Golden West                 | Film produs și distribuit |
| 27 septembrie 1927 | The Red Raiders                         | Film distribuit           |
| 9 octombrie 1927   | American Beauty                         | Film produs și distribuit |
| 16 octombrie 1927  | The Crystal Cup                         | Film distribuit           |
| 23 octombrie 1927  | Breakfast at Sunrise                    | Film distribuit           |
| 30 octombrie 1927  | No Place to Go                          | Film distribuit           |
| 6 noiembrie 1927   | Gun Gospel                              | Film distribuit           |
| 13 noiembrie 1927  | The Gorilla                             | Film produs și distribuit |
| 20 noiembrie 1927  | Home Made                               | Film distribuit           |
| 27 noiembrie 1927  | Man Crazy                               | Film distribuit           |
| 4 decembrie 1927   | A Texas Steer                           | Film produs și distribuit |
| 4 decembrie 1927   | The Valley of the Giants                | Film produs și distribuit |
| 9 decembrie 1927   | The Private Life of Helen of Troy       | Film produs și distribuit |
| 10 decembrie 1927  | French Dressing                         | Film produs și distribuit |
| 18 decembrie 1927  | The Love Mart                           | Film produs și distribuit |
| 25 decembrie 1927  | Her Wild Oat                            | Film produs și distribuit |
| 22 ianuarie 1928   | Sailors' Wives                          | Film produs și distribuit |
| 29 ianuarie 1928   | The Noose                               | Film produs și distribuit |
| 5 februarie 1928   | The Whip Woman                          | Film produs și distribuit |
| 19 februarie 1928  | The Wagon Show                          | Film produs și distribuit |
| 26 februarie 1928  | Flying Romeos                           | Film produs și distribuit |
| 4 martie 1928      | Mad Hour                                | Film produs și distribuit |
| 11 martie 1928     | Burning Daylight                        | Film produs și distribuit |
| 18 martie 1928     | The Heart of a Follies Girl             | Film produs și distribuit |
| 25 martie 1928     | The Big Noise                           | Film produs și distribuit |
| 8 aprilie 1928     | The Little Shepherd of Kingdom Come     | Film produs și distribuit |
| 15 aprilie 1928    | Chinatown Charlie                       | Film produs și distribuit |
| 22 aprilie 1928    | The Canyon of Adventure                 | Film distribuit           |
| 29 aprilie 1928    | Harold Teen                             | Film produs și distribuit |
| 6 mai 1928         | Lady Be Good                            | Film produs și distribuit |
| 13 mai 1928        | Vamping Venus                           | Film produs și distribuit |
| 20 mai 1928        | The Yellow Lily                         | Film produs și distribuit |
| 27 mai 1928        | The Hawk's Nest                         | Film produs și distribuit |
| 3 iunie 1928       | The Upland Rider                        | Film produs și distribuit |
| 10 iunie 1928      | Three-Ring Marriage                     | Film produs și distribuit |
| 17 iunie 1928      | Wheel of Chance                         | Film produs și distribuit |
| 24 iunie 1928      | Happiness Ahead                         | Film produs și distribuit |
| 8 iulie 1928       | The Good-Bye Kiss                       | Film distribuit           |
| 8 iulie 1928       | The Head Man                            | Film produs și distribuit |
| 22 iulie 1928      | Heart to Heart                          | Film produs și distribuit |
| 19 august 1928     | Out of the Ruins                        | Film produs și distribuit |
| 26 august 1928     | Oh, Kay!                                | Film produs și distribuit |
| 9 septembrie 1928  | The Night Watch                         | Film produs și distribuit |
| 16 septembrie 1928 | Waterfront                              | Film produs și distribuit |
| 16 septembrie 1928 | The Whip                                | Film produs și distribuit |
| 23 septembrie 1928 | Show Girl                               | Film produs și distribuit |
| 7 octombrie 1928   | The Crash                               | Film produs și distribuit |
| 14 octombrie 1928  | Do Your Duty                            | Film produs și distribuit |
| 18 octombrie 1928  | Lilac Time                              | Film produs și distribuit |
| 21 octombrie 1928  | The Companionate Marriage               | Film distribuit           |
| 4 noiembrie 1928   | The Haunted House                       | Film produs și distribuit |
| 11 noiembrie 1928  | Outcast                                 | Film produs și distribuit |
| 2 decembrie 1928   | Adoration                               | Film produs și distribuit |
| 5 decembrie 1928   | The Barker                              | Film produs și distribuit |
| 16 decembrie 1928  | Naughty Baby                            | Film produs și distribuit |
| 23 decembrie 1928  | The Phantom City                        | Film produs și distribuit |
| 29 decembrie 1928  | Scarlet Seas                            | Film produs și distribuit |
| 6 ianuarie 1929    | Synthetic Sin                           | Film produs și distribuit |
| 10 februarie 1929  | Weary River                             | Film produs și distribuit |
| 17 februarie 1929  | The Lawless Legion                      | Film produs și distribuit |
| 17 februarie 1929  | The Royal Rider                         | Film produs și distribuit |
| 17 februarie 1929  | Seven Footprints to Satan               | Film produs și distribuit |
| 3 martie 1929      | Children of the Ritz                    | Film produs și distribuit |
| 12 martie 1929     | Why Be Good?                            | Film produs și distribuit |
| 24 martie 1929     | Love and the Devil                      | Film produs și distribuit |
| 31 martie 1929     | The Divine Lady                         | Film produs și distribuit |
| 2 aprilie 1929     | His Captive Woman                       | Film produs și distribuit |
| 7 aprilie 1929     | The California Mail                     | Film produs și distribuit |
| 28 aprilie 1929    | The House of Horror                     | Film produs și distribuit |
| 5 mai 1929         | Hot Stuff                               | Film produs și distribuit |
| 8 mai 1929         | The Squall                              | Film produs și distribuit |
| 12 mai 1929        | Two Weeks Off                           | Film produs și distribuit |
| 2 iunie 1929       | Careers                                 | Film produs și distribuit |
| 21 iunie 1929      | Broadway Babies                         | Film produs și distribuit |
| 23 iunie 1929      | The Girl in the Glass Cage              | Film produs și distribuit |
| 7 iulie 1929       | The Man and the Moment                  | Film produs și distribuit |
| 20 iulie 1929      | Drag                                    | Film produs și distribuit |
| 28 iulie 1929      | Smiling Irish Eyes                      | Film produs și distribuit |
| 4 august 1929      | Hard to Get                             | Film produs și distribuit |
| 11 august 1928     | Dark Streets                            | Film produs și distribuit |
| 25 august 1929     | Her Private Life                        | Film produs și distribuit |
| 31 august 1929     | The Girl from Woolworth's               | Film produs și distribuit |
| 15 septembrie 1929 | The Great Divide                        | Film produs și distribuit |
| 1 octombrie 1929   | Young Nowheres                          | Film produs și distribuit |
| 25 octombrie 1929  | The Isle of Lost Ships                  | Film produs și distribuit |
| 4 noiembrie 1929   | Paris                                   | Film produs și distribuit |

### Filme ca subsidiară a Warner Bros
Filme notabile produse de First National Pictures, Inc ca subsidiară a Warner Bros., până în 1936:

#### 1929
- Fast Life
- Footlights and Fools
- The Forward Pass
- The Girl from Woolworth's
- The Girl in the Glass Cage
- Little Johnny Jones
- The Love Racket
- A Most Immoral Lady
- The Painted Angel
- Prisoners
- Sally
- Wedding Rings

#### 1930
- Back Pay
- The Bad Man
- Bride of the Regiment
- Bright Lights
- College Lovers
- The Dawn Patrol
- The Flirting Widow
- The Furies
- The Girl of the Golden West
- Going Wild
- The Gorilla
- In the Next Room
- Kismet
- The Lash
- Lilies of the Field
- Loose Ankles
- Mothers Cry
- Murder Will Out
- No, No, Nanette
- A Notorious Affair
- Numbered Men
- One Night at Susie's
- The Other Tomorrow
- Playing Around
- Road to Paradise
- Scarlet Pages
- Show Girl in Hollywood
- Son of the Gods
- Song of the Flame
- Spring Is Here
- Strictly Modern
- Sunny
- Sweet Mama
- Sweethearts and Wives
- Top Speed
- The Truth About Youth
- The Way of All Men
- The Widow from Chicago

#### 1931
- The Bargain
- Big Business Girl
- Broadminded
- Chances
- Compromised
- Father's Son
- The Finger Points
- Five Star Final
- Her Majesty, Love
- Honor of the Family
- The Hot Heiress
- I Like Your Nerve
- Kiss Me Again
- The Lady Who Dared
- The Last Flight
- Little Caesar
- Local Boy Makes Good
- Men of the Sky
- Misbehaving Ladies
- The Naughty Flirt
- Party Husband
- Penrod and Sam
- The Reckless Hour
- The Right of Way
- The Ruling Voice
- Safe in Hell
- Too Young to Marry
- Woman Hungry

#### 1932
- Alias the Doctor
- Cabin in the Cotton
- Central Park
- The Crash
- Crooner
- The Dark Horse
- Doctor X
- The Famous Ferguson Case
- Fireman, Save My Child
- The Hatchet Man
- It's Tough to Be Famous
- Life Begins
- Love Is a Racket
- The Match King
- Miss Pinkerton
- The Rich Are Always with Us
- Silver Dollar
- The Strange Love of Molly Louvain
- The Tenderfoot
- They Call It Sin
- Three on a Match
- Tiger Shark
- 20,000 Years in Sing Sing
- Two Seconds
- Union Depot
- Week-End Marriage
- The Woman from Monte Carlo
- You Said a Mouthful

#### 1933
- Blondie Johnson
- Bureau of Missing Persons
- Central Airport
- Convention City
- Elmer, the Great
- Employees' Entrance
- Female
- Frisco Jenny
- Goodbye Again
- Grand Slam
- Havana Widows
- Heroes for Sale
- I Loved a Woman
- Lilly Turner
- The Little Giant
- The Mind Reader
- She Had to Say Yes
- Son of a Sailor
- Wild Boys of the Road
- The World Changes

#### 1934
- Babbitt
- Bedside
- The Big Shakedown
- British Agent
- The Church Mouse
- The Circus Clown
- Dark Hazard
- The Dragon Murder Case
- Fashions of 1934
- Flirtation Walk
- Fog Over Frisco
- Gentlemen Are Born
- Happiness Ahead
- I Sell Anything
- Journal of a Crime
- A Lost Lady
- The Man with Two Faces
- Mandalay
- Massacre
- The Merry Frinks
- Midnight Alibi
- Murder in the Clouds
- Registered Nurse
- Return of the Terror
- Side Streets
- 6 Day Bike Rider
- Twenty Million Sweethearts
- A Very Honorable Guy
- Wonder Bar

#### 1935
- Black Fury
- The Case of the Curious Bride
- G Men
- The Girl from 10th Avenue
- Go into Your Dance
- Gold Diggers of 1935
- In Caliente
- The Irish in Us[9]
- Living on Velvet
- Maybe It's Love
- Oil for the Lamps of China
- Red Hot Tires
- Traveling Saleslady
- While the Patient Slept
- The Woman in Red

#### 1936
- The Case of the Velvet Claws
- Here Comes Carter
- Earthworm Tractors

## Vezi și
- Categorie:Filme First National Pictures